# Jorge Madureira
Jorge Manuel Catarino Madureira (nascut el 5 de febrer de 1976) és un futbolista retirat portuguès que va jugar com a migcampista central.

## Carrera de club
Nascut a Matosinhos, Madureira es va incorporar al sistema juvenil del FC Porto als 10 anys. La temporada 1993–94 va debutar amb el primer equip, començant en un empat a casa 0-0 contra el SC Beira-Mar el 2 de juny de 1994 en la qual seria la seva única aparició competitiva.
Posteriorment, Madureira va jugar al Leça FC (Primeira Liga, només cinc partits) i al Gil Vicente FC (segona divisió), passant els dos anys següents amb el CD Aves a la segona. Va tornar a la màxima categoria per a la campanya 1998–99, però només va participar una vegada a l'Acadèmica de Coimbra –una derrota a casa per 0–5 davant el FC Alverca-, que també va patir el descens.
En els anys següents, Madureira va representar l'AD Esposende, el FC Penafiel i el Vilanovense FC, després va passar dues temporades a la segona divisió amb el SC Salgueiros durant les quals només va participar en 16 partits de lliga combinats. Després d'un any amb el FC Pedras Rubras a la tercera categoria, va tornar al Leça per tres campanyes més, ajudant el club a tornar a aquest nivell en el seu segon any i retirar-se professionalment el juny de 2008, amb 32 anys.

## Internacional
Madureira va guanyar 15 partits amb la selecció portuguesa sub-20, sumant una altra aparició amb la sub-21. Amb l'anterior equip, va competir al Campionat Mundial Juvenil de la FIFA de 1995, jugant tots els partits per a l'eventual tercera posició.